# BuGG
buGG（バグ）は、かつて存在した日本の女性アイドルグループ。スターレイプロダクション所属。レーベルはロックフィールド。なお、この項目では前身である「TOKYO PiXiON」（トーキョーピクション）についても記述する。

## 概要
キャッチコピーは「ハジけるポップパンク」。作詞はJUN（吉川潤）、作曲・編曲は慎之甫（古川慎之甫）、振付はayaがそれぞれ担当している。

## 略歴
2017年9月にスターレイプロダクション所属のPPP! PiXiONとTOKYO5の混合ユニットTOKYO PiXiONとして結成。
2018年10月に改名して8名でbuGGを結成。
2019年1月に同じ事務所のQUEENS、PiiiiiiiNとライブを共催。2月には単独公演『buGGってまざれっ!!!!』を開催した。このライブで福田と斉藤えいみが脱退して6人組となる。6月に下北沢GARAGEで初ワンマンライブを開催したのち、7月に初作品となる会場限定販売のCD EP『buGG』を発売。また、8月にはアザーレコメンド選出で『TOKYO IDOL FESTIVAL 2019』に出演した。
2020年4月に斉藤ななが脱退して5人組となる。9月に青木と神崎が加入して7人組となったのち、11月に全国流通CDアルバム『buGG PANiC』を発売した。
2023年12月6日、2024年4月8日をもって解散することを発表した。

## メンバー
| 名前                     | 担当色   | 生年月日（年齢）       | 出身地   | 備考                         |
| ------------------------ | -------- | ---------------------- | -------- | ---------------------------- |
| 池田あおい いけだ あおい | 水色     | 2002年12月4日（22歳）  | 京都府   | 元TOKYO PiXiON               |
| 清水凜 しみず りん       | ピンク   | 2000年3月14日（25歳）  | 東京都   | 元TOKYO PiXiON               |
| 鈴木媛子 すずき ひめこ   | オレンジ | 2000年1月7日（25歳）   | 千葉県   | 元PPP! PiXiON→元TOKYO PiXiON |
| 早見玲花 はやみ れいか   | 紫       | 2000年11月22日（24歳） | 福岡県   | 元PPP! PiXiON→元TOKYO PiXiON |
| 町田つむぎ まちだ つむぎ | 緑       | 2002年4月9日（23歳）   | 東京都   | 元TOKYO PiXiON               |
| 青木あかね あおき あかね | 青       | 1999年11月4日（25歳）  | 千葉県   |                              |
| 神崎めい かんざき めい   | 黄色     | 1999年5月14日（26歳）  | 神奈川県 |                              |

### 旧メンバー
| 名前                       | 生年月日（年齢）       | 脱退         | 備考                            |
| TOKYO PiXiON               | TOKYO PiXiON           | TOKYO PiXiON | TOKYO PiXiON                    |
| -------------------------- | ---------------------- | ------------ | ------------------------------- |
| 鎌田サラ かまた さら       | 2002年1月8日（23歳）   | 2017年12月   | 元TOKYO5                        |
| 澤木マヒロ さわき まひろ   | 2002年12月20日（22歳） | 2017年12月   | 元TOKYO5                        |
| 浅野ヒナ あさの ひな       | 2002年6月19日（23歳）  | 2017年12月   | 元TOKYO5                        |
| 横山あみ よこやま あみ     | 1996年10月31日（28歳） | 2018年3月    | 元PPP! PiXiON                   |
| 鈴木えりか すずき えりか   | 1998年7月13日（27歳）  | 2018年5月    | 元PPP! PiXiON                   |
| 千寿うらら せんじゅ うらら | 2000年1月21日（25歳）  | 2018年8月    | 元PPP! PiXiON                   |
| buGG                       |                        |              |                                 |
| 福田かれん ふくだ かれん   | 2000年8月1日（25歳）   | 2019年2月    | 元TOKYO5 後にアソビゴコロ       |
| 斉藤えいみ さいとう えいみ | 2003年1月29日（22歳）  | 2019年2月    | 元TOKYO5                        |
| 斉藤なな さいとう なな     | 2002年12月30日（22歳） | 2020年4月    | 元TOKYO PiXiON 後にHIGH SPIRITS |

## 作品
順位はオリコン週間ランキング最高位。

### シングル
1. Shake it!Shake it!!!!!!!（2021年4月6日、14位）
2. My Fight Song（2021年8月31日、15位）
3. 恋のデッドヒート（2022年8月30日、25位）

### アルバム
1. buGG（2019年7月31日）
2. buGG PANiC（2020年11月24日、58位）
3. buGG PuCKS（2022年2月22日、32位）
4. buGG's PARADE（2023年5月29日、19位）

### 配信
- HOTDOGPARTY!! （2020年10月28日）[10]
- Shake it!Shake it!!!!!!! （2021年3月17日）[11]
- My War （2021年3月31日）[12]
- Super Sonic （2023年8月1日）[13]
- Terminal （2023年12月30日）[14]

## ライブ
主なもの
- スターレイ定期公演『Wednesday Star Live』（2019年1月 - 、恵比寿CreAto）
- 単独定期公演『buGGってまざれっ!!!!』（2019年2月 - 、TSUTAYA O-nest、渋谷CLUB CRAWLほか）
- ワンマンライブ『SUPER  buGG 〜Level.1〜』（2019年6月2日、下北沢GARAGE）
- 1st Anniversary LIVE（2019年10月22日、TSUTAYA O-nest）
- ワンマンライブ『SUPER  buGG 〜Level.2〜』（2020年2月9日、下北沢club251）
- ONLINE SUPER buGG（2020年6月28日）- 『SUPER BUGG 〜LEVEL.3〜』の代替として開催[15][16]
- 新体制お披露目ライブ（2020年9月15日、Shibuya Milkyway）
- 2nd Anniversary LIVE（2020年10月24日、渋谷ストリームホール）
- ワンマンライブ『buGG PANiC』(2021年1月9日、白金高輪SELENE b2)
- ワンマンライブ『Shake it!Shake it!!!!!!!』(2021年6月26日、渋谷CLUB QUATTRO)

### 参加ライブ
- TOKYO IDOL FESTIVAL 2019（2019年8月2日、お台場・青海周辺エリア）- アザーレコメンド選出[6]
- TOKYOアイドル博LIVE!（2022年7月16日、17日、18日、東京・お台場青海R地区[17]）

## 出演

### テレビ
- 13分のステージ（2021年9月3日、2022年2月4日、tvk）

### ネットテレビ
- 矢口真里の火曜The NIGHT（2020年11月11日[18]、2021年4月28日[19]、2022年2月2日、AbemaTV）- 2020年は鈴木、神崎のみ。2021年は鈴木、青木のみ（清水、町田がリモート出演）。2022年は早見、青木のみ出演。

### 舞台
- 青空メロディーズ〜2nd melody〜（2024年7月24日 - 7月28日、新宿村LIVE） - 波留沙織 役（町田）[20]

## 来歴

### TOKYO PiXiON結成
2017年
- 9月10日 - PPP! PiXiONとTOKYO5の混合ユニットTOKYO PiXiONとして結成。
- 12月6日 - 鎌田サラ、澤木マヒロ、浅野ヒナが定期公演『Wednesday Star LIVE』をもって卒業[21]。

2018年
- 1月7日 - Shibuya Milkywayで開催された『TOKYO PiXiON新メンバーお披露目Live』で斉藤なな、池田あおい、 町田つむぎが加入[22]。
- 3月17日 - 横山あみが『Ami Yokoyama Last Live～PPPPiNKPARTY～』をもって卒業[23]。
- 5月19日 - 鈴木えりかが『PPP! PiXiON ERiKA SUZUKi LAST LiVE 〜1978 〜』をもって卒業[24]。
- 5月23日 - 清水凜が加入[25]。
- 8月29日 - 千寿うららが定期公演『Wednesday Star LIVE』をもって卒業[26]。

### buGG結成
- 10月28日 - 青山RizMにて開催されたワンマンライブ『CHANGE THE TOKYO PiXiON』で改名[27]。8名でbuGGを結成。

2019年
- 2月2日 - 福田かれんと斉藤えいみが『buGGってまざれっ!!!!』をもって卒業[28]。6人体制となる。
- 7月31日 - 恵比寿CreAtoで開催された『2019 Year Wednesday Star Live』で1stミニアルバム『buGG』を発売[29]。

2020年
- 4月19日 - 斉藤ななが卒業[30]。当日開催予定の『buGGってまざれっ!!!!vol4』をもって卒業する予定だったが新型コロナウイルスの影響により中止となった[31]。5人体制となる。
- 9月15日 - Shibuya Milkywayで開催された『buGG新体制お披露目ライブ』で青木あかねと神崎めいが加入[32]。7人体制となる。
- 11月25日 - 1stアルバム『buGG PANiC』発売[7]。